# Nicolas de Neufchâtel

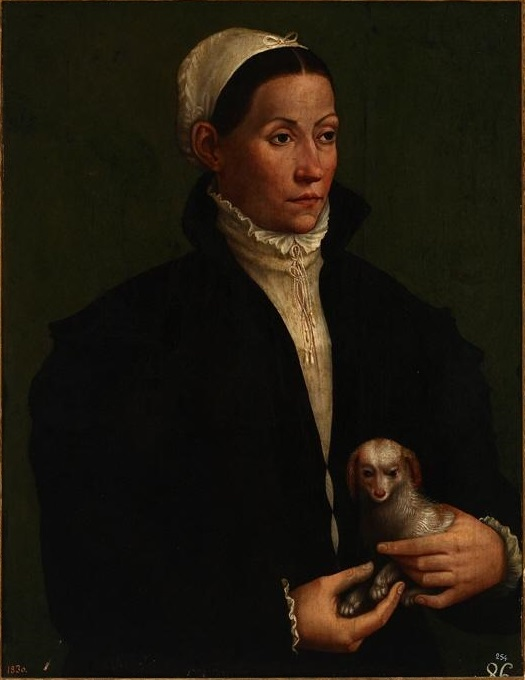
Dama con perrito, óleo sobre tabla, 77 x 57 cm, Museo de Bellas Artes de La Coruña, en depósito del Museo del Prado.

Nicolas de Neufchâtel, llamado Lucidel (Mons, ca., 1527-probablemente en Núremberg en 1584), fue un pintor flamenco activo en Alemania, especializado en la pintura de retratos.

## Biografía
Nacido probablemente en Mons, capital del condado de Henao, se le documenta inicialmente en 1539 en Amberes, inscrito en el gremio de San Lucas como aprendiz de Pieter Coecke van Aelst. Un año después se encontraba en Mons. En 1561 se trasladó a Núremberg, posiblemente por motivos religiosos, documentándosele allí todavía el 23 de julio de 1567, cuando el ayuntamiento le amonestó para que se abstuviese de intervenir públicamente en disputas calvinistas. El retrato del escultor Johann Gregor van der Schardt (Trieste), fechado en 1573, indica que probablemente en esa fecha seguía en Núremberg, perdiéndosele luego la pista.
Tras el retrato del maestro Johann Neudörffer con un discípulo (Múnich, Alte Pinakothek), fechado el mismo año de su llegada a Núremberg y pintado por gratitud a su ayuntamiento, se consolidó como retratista del patriciado urbano, llegando a retratar al emperador Maximiliano II de Habsburgo en 1566, posiblemente con motivo de la Dieta de Augsburgo (Viena, Kunsthistorisches Museum). En sus retratos, de los que se conservan alrededor de cuarenta, se advierte la acertada combinación del detallismo flamenco y la penetración psicológica propia de la pintura alemana.